# Dougal Dixon

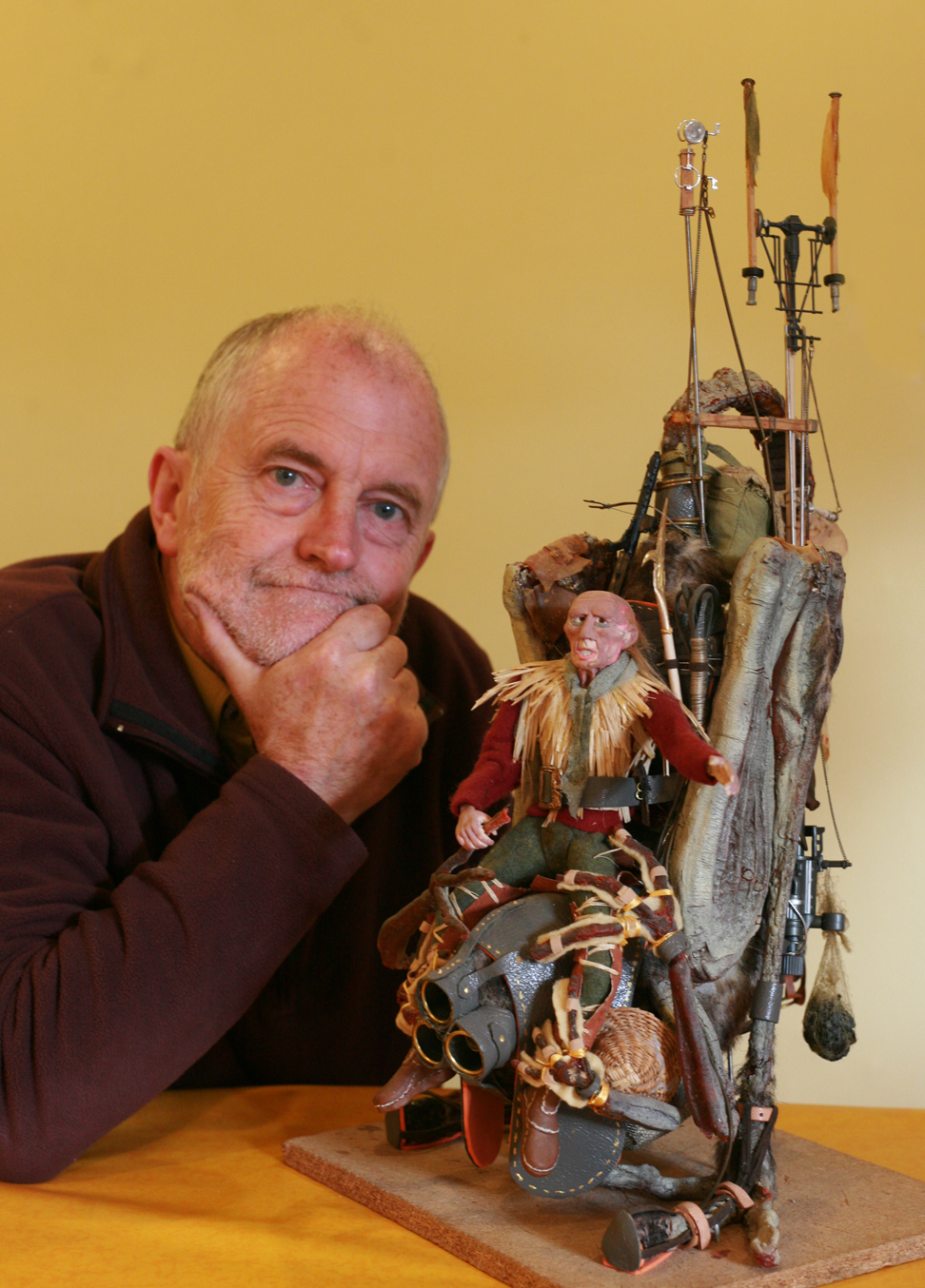
Dixon a Greenworld egyik lényének modelljével

Dougal Dixon (Dumfries, 1947. május 9. –) geológus, paleontológus és író.

## Életrajza
Dixon a St. Andrews-i Egyetemen, geológiát és őslénykutatást tanult. Később pedig, számos könyvet írt arról, hogy a jövőben (néhány millió évvel később) miként fog kinézni az ember és az állatvilág. Douglas Dixon öccse.

## Munkássága
- After Man: A Zoology of the Future (1981) – „Az ember után – A jövő zoológiája”
- Visions Of Man Evolved (1982)
- The New Dinosaurs: An Alternative Evolution (1988) – „Az új dinoszauruszok: egy alternatív evolúció”
- The Children's Giant Book of Dinosaurs (approx. 1990)
- Man After Man: An Anthropology of the Future (1990) – „Ember az ember után: a jövő antropológiája”
- The Future Is Wild (2003) – John Adamsszal – „A vad jövő”
- la enciclopedia ilustrada de los dinosaurios y otros animales prehistoricos (2005)
- If Dinosaurs Were Alive Today
- Prehistoric worlds (2007) – „Ősvilág”
- World Encyclopedia of Dinosaurs & Prehistoric Creatures (2008)
- Ice Age Explorer (Time Machine könyv sorozat, No. 7) (1985)

Dougal Dixon a „Natural History of an Alien”, más néven „Anatomy of an Alien” című ismeretterjesztő filmben látható. Ezt a filmet 1998-ban a Discovery Channel és a BBC mutatott be először.

## Magyarul
- Az ember után. A jövő zoológiája; előszó Desmond Morris, ford. Makovecz Benjámin; Park, Bp., 1991
- Az állati evolúció; ford. Nosek János; Helikon, Bp., 1995
- Dougal Dixon–John Adams: Vad jövő; ford. Zöllei Anikó; Egmont, Bp., 2003
- Dougal Dixon–Andrew Charman: Ősvilág. Interaktív könyv; ford. Főzy István; M&C Kft., Bp., 2006 (Felfedező sorozat)

## Fordítás
- Ez a szócikk részben vagy egészben  a   Dougal Dixon című angol Wikipédia-szócikk ezen változatának fordításán alapul.  Az eredeti cikk szerkesztőit annak laptörténete sorolja fel. Ez a jelzés csupán a megfogalmazás eredetét és a szerzői jogokat jelzi, nem szolgál a cikkben szereplő információk forrásmegjelöléseként.